# 6e division SS Nord
Ne doit pas être confondu avec 6e division de montagne (Allemagne).
Pour les articles homonymes, voir 6edivision.
La 6e division SS « Nord » ou la division « Nord » (appellation allemande : la 6. SS-Gebirgs-Division « Nord », ce qui signifie en français : la « 6e division SS de montagne « Nord ») est l'une des 38 divisions de la Waffen-SS durant la Seconde Guerre mondiale.
Elle est créée sur ordre d’Heinrich Himmler du 15 janvier 1942, à partir d’unités de la Waffen-SS (du SS-Kampfgruppe « Nord ») alors stationnées en Norvège.
Elle a été la seule division SS à combattre au-delà du cercle polaire arctique. En tant que SS-Kampfgruppe « Nord », elle était stationnée en Finlande et dans le Nord de la Russie de juin à novembre 1941. Elle a combattu en Carélie jusqu'à l'armistice de Moscou de septembre 1944 ; elle a ensuite quitté la Finlande pour l'Alsace dans le cadre de l'opération Nordwind, et y a subi de lourdes pertes. Début avril 1945, elle a été détruite par les forces américaines près de Büdingen, dans le Centre de l'Allemagne.

## Historique
La SS-Gebirgs-Division « Nord » est créée en janvier 1942 à partir du SS-Kampfgruppe « Nord ». Le numéro 6 n'est ajouté que le 22 octobre 1943.
La division participe aux tentatives de couper la voie ferrée reliant le port de Mourmansk à la Russie centrale. Elle passe ensuite au front de Carélie où elle tente, aux côtés des forces finnoises, de repousser l'offensive de l'Armée rouge du printemps 1944. Après l'armistice russo-finnois (10 septembre 1944), la division bat en retraite vers la Norvège. Elle réussit néanmoins à stopper l'avance des Soviétiques avec l'aide du cuirassé Tirpitz qui l'appuie de son artillerie, avant d'être transférée en Allemagne.
La division est affectée à l’opération Nordwind en Alsace, puis elle est réorganisée dans le Palatinat.
Elle combat ensuite la 1re armée française à Stuttgart, avant de se retirer en Autriche où elle se rend aux troupes françaises.
La division a compté quatre chevaliers de la croix de fer :
1. Le Sturmbannführer Gottlieb Renz, en septembre 1944 ;
2. L’Obergruppenführer Friedrich-Wilhelm Krüger, commandant de la division du 14 juin au 23 août 1944, décoré le 22 octobre 1944 ;
3. Le Gruppenführer Karl-Heinrich Brenner, commandant de la division, le 24 janvier 1945.
4. L’Untersturmführer Hans Mayer, le 30 avril 1945.

## Théâtres d'opérations
Laponie, Carélie, Alsace du Nord, Palatinat, Hesse.

## Composition

### SS-Kampfgruppe "Nord" lors de ses combats début juillet 1941
• SS-Infanterie-Regiment 6
• SS-Infanterie-Regiment 7
• 2 SS-Artillerie-Abteilungen
• SS-Aufklärungs-Abteilung
• SS-Nachrichten-Abteilung
• SS-Pionier-Kompanie

### SS-Division "Nord" lors de son déploiement le 15 janvier 1942
• SS-Infanterie-Regiment 6
• SS-Infanterie-Regiment 7
• SS-Infanterie-Regiment 9
• Aufklärungs-Abteilung SS-Division "Nord"
• SS-Artillerie-Regiment "Nord"
• Flak-Abteilung SS-Division "Nord"
• Pionier-Bataillon SS-Division "Nord"
• Nachrichten-Abteilung SS-Division "Nord"
• Divisions-Nachschubführer SS-Division "Nord"

### 6. SS-Gebirgs-Division "Nord" en octobre 1943
• SS-Gebirgs-Jäger-Regiment 11 "Reinhard Heydrich"
• SS-Gebirgs-Jäger-Regiment 12 "Michael Gaißmair"
• SS-Gebirgs-Artillerie-Regiment 6
• SS-Infanterie-Regiment (mot) 5
• SS-Infanterie-Bataillon 9
•
SS-Panzer-Grenadier-Bataillon 506
• SS-Schützen-Bataillon "Nord" (mot) 6
• SS-Sturmgeschütz-Batterie 6
• SS-Flak-Abteilung 6
• SS-Gebirgs-Aufklärungs-Abteilung (mot) 6
• SS-Gebirgs-Nachrichten-Abteilung 6
• SS-Gebirgs-Pionier-Bataillon 6
• SS-Ski(Jäger)-Bataillon "Norge"
• SS-Instandsetzungs-Abteilung 6
• SS-Bekleidungs-Kompanie 6
• SS-Gebirgs-Sanitäts-Abteilung 6
• SS-Veterinär-Kompanie 6
• SS-Gebirgs-Kriegsberichter-Zug 6
• SS-Feldgendarmerie-Zug 6
• SS-og-Polit-Kompanie (norwegische Einheit)
• SS-Wirtschafts-Bataillon 6
• SS-Verwaltungstruppen-Abteilung 6
• SS-Feldhundetruppen-Abteilung 6
• SS-Feldersatz-Bataillon 6
• SS-Werfer-Abteilung 6
• SS-Divisionstruppen 6

## Commandants
Liste des commandants de la division :
- SS-Brigadeführer - Richard Herrmann (de) : 28 février - 15 mai 1941 ;
- SS-Obergruppenführer - Karl-Maria Demelhuber : 15 mai 1941 - 1er avril 1942 ;
- SS-Obergruppenführer - Matthias Kleinheisterkamp : 1er - 20 avril 1942 ;
- SS-Oberführer Hans Scheider, 20 avril - 14 juin 1942 ;
- SS-Obergruppenführer - Matthias Kleinheisterkamp : 14 juin 1942 - 15 janvier 1944 ;
- SS-Gruppenführer - Lothar Debes : 15 janvier - 14 juin 1944 ;
- SS-Obergruppenführer - Friedrich-Wilhelm Krüger : 14 juin - 23 août 1944 ;
- SS-Standartenführer - Gustav Lombard : 23 août - 1er septembre 1944 ;
- SS-Gruppenführer - Karl-Heinrich Brenner : 1er septembre 1944 - 3 avril 1945 ;
- SS-Standartenführer - Franz Schreiber (de) : 3 avril - 8 mai 1945